# Les Charlots contre Dracula
Pour plus de détails, voir Fiche technique et Distribution.
Les Charlots contre Dracula est une comédie fantastique française de Jean-Pierre Desagnat et Jean-Pierre Vergne sortie en 1980
Le film suit le fils du comte Dracula qui voudrait boire la potion qui lui permettra d'obtenir ses pouvoirs de vampire. Mais sa mère le lui interdit, craignant qu'il devienne comme son père décédé depuis. Seule sa mère peut toucher cette fiole, toute autre personne se changeant en pierre. Sa mère décède également. Trente-cinq ans (et demi) plus tard, Dracula cherche un sosie de sa mère pour pouvoir boire la potion vampirique. Il engage Gaston Lepope, un détective privé, qui trouve la candidate idéale en la personne d'Ariane, la fiancée de Phil. Lepope enlève la jeune femme et embarque pour Bucarest. Aidé de ses amis Jean et Gérard, Phil part à sa rescousse et se retrouve dans le château du comte Dracula junior.

## Synopsis
Soufflant sur un livre poussiéreux, le narrateur tousse avant d'entamer son récit : "Dracula ! Son nom seul suffit à vous faire trembler... enfin presque..." La scène d'ouverture présente alors Dracula Jr. petit monstre, mal élevé et capricieux, qui pique une crise car sa mère refuse de lui laisser boire le contenu d'une fiole maudite. En ingurgitant ce breuvage, le petit morveux sera alors à même de développer les pouvoirs de vampire que possédait son père. Mais Madame Dracula, dans une parodie de discours de vieille bobonne devant attendre le retour de son mari "en proie à toutes les peurs du monde" refuse tout net et lui indique que si quelqu'un d'autre qu'elle, ou une personne qui lui ressemble trait pour trait, touche la fiole, cette personne sera immédiatement pétrifiée.
Les années passent et 35 ans plus tard, le comte Dracula désormais adulte n'est toujours pas parvenu à ses fins. Sa cave est désormais remplie à raz-bord des corps pétrifiés de détectives de pacotille ayant échoué à lui présenter une femme ayant les traits de sa défunte mère. Pour les punir de leurs échecs, le comte leur demande alors, à chacun d'eux, d'aller "lui chercher cette fiole, là-bas", avec les conséquences que l'on sait.
Un beau matin, cependant, un détective, Gaston Lepope (Gérard Jugnot) se présente avec la photo d'une jeune Parisienne qui ressemble effectivement trait pour trait à sa mère. Transporté de bonheur, l'excentrique comte manque d'occire le pauvre Lepope en apprenant que la jeune femme se trouve toujours en France. Il ordonne, dans un hurlement caractéristique à Lepope de lui ramener illico la jeune femme.
Ce dernier débarque alors à Paris. Dans un premier temps, sa demande frontale se solde par un échec. La jeune femme, Ariane pense avoir affaire à un dragueur. Se faisant ensuite passer pour un client, dans la boutique d'antiquité qu'Ariane, son petit ami, Phil et leurs amis, Gérard et Jean, tiennent (Les Charlots), Lepope trouve le moyen d’assommer ledit petit ami, de chloroformer Ariane, d'enfermer celle-ci dans une armoire et de se faire livrer celle-ci par Jean et Gérard à la gare, direction : la Roumanie.
Prévenu par Phil qui a repris conscience entre-temps, les trois hommes se lancent à la poursuite de Lepope et montent in extrémis dans le train. Après diverses péripéties, Lepope décroche le wagon de queue dans lequel il s'est retranché avec Ariane. Phil, Jean et Gérard sont alors contraints de sauter dans le vide, du haut d'un viaduc. La chute est si longue que les trois amis ont largement le temps de tailler une bavette, débattant sur la hauteur du viaduc.
Pendant ce temps, Lepope dissimule Ariane dans un cercueil mais est retrouvé puis assommé par Phil. Ariane et les trois hommes s'enfuient dans la forêt, mais ils se perdent. Peu satisfaits par les plats ignobles que leur a préparés Gérard, les quatre amis ont la surprise de voir Dieu en personne apparaître sous leurs yeux afin de leur offrir une barquette de frites. Étonnés que Dieu soit belge, tous sont rapidement chassés par un essaim d'abeilles, furieuses que Gérard leur ait volé leur miel. S'enfonçant davantage dans la forêt, ils sont guidés vers le château du Comte Dracula par une personne sur le point de se pendre. Serviable, Gérard donne, à la demande de l'individu, un léger coup de pied dans le tabouret sur lequel celui-ci se tient. D'une voix étranglée, l'homme les remercie alors...
Arrivés dans le château, les quatre jeunes gens sont accueillis par le Comte et par Igor, l'homme à tout faire, qui se révèle surtout d'une extrême bêtise et d'une maladresse sans pareille.
Pendant ce temps, dans la forêt, Lepope, tentant de retrouver la trace d'Ariane, voit toute une série de malheurs s'abattre sur lui : des loups le poursuivent et le contraignent à grimper sur un arbre ; la pluie se met à tomber et finalement, la branche, sur laquelle il se tient, casse.
Au château, Phil et Ariane sont subitement séparés par un système de passage secret. Le Comte hypnotise alors la jeune femme et obtient d'elle qu'elle lui apporte la fameuse fiole. Il peut alors enfin en boire le contenu et acquérir les pouvoirs de vampire, le tout dans un jeu de son et lumière de médiocre qualité.
Prisonniers dans leur chambre, les trois hommes s'évadent en nouant ensemble les draps de lits et en descendant par la fenêtre. Dans la crypte, ils manquent de se faire repérer par Igor qui venait inopinément siffler quelques gorgées de vins entreposés dans ces lieux. Les trois hommes profitent de la bêtise de celui-ci en lui faisant croire que la brique qu'il vient de leur lancer négligemment est magique en lui en renvoyant à chaque fois une autre. Tout à la joie de sa découverte, Igor se précipite vers le Comte avec sa brique "magique" et la lance contre un miroir qui se brise en mille morceaux, provoquant l'ire du Comte qui congédie sans retenue son serviteur.
Ayant finalement réussi à arracher Ariane des griffes du Comte, Phil, Jean et Gérard parviennent à la sortir de sa transe hypnotique en chantant la Marseillaise. Poursuivis par le Comte hystérique, dans le dédale de couloirs, de pièces et d'escaliers, les quatre jeunes gens, auxquels il ne manque presque que Scooby-Doo, s'enfuient sur le toit du château. Au passage, on aperçoit brièvement Igor nourrissant un Gaston Lepope ayant perdu la raison.
Acculés par le Comte qui menace de jeter Gérard au bas des remparts, Ariane et les Charlots ne doivent leur salut qu'à l'arrivée de la police que Jean avait appelé quelques minutes auparavant et qui lui avait, dans un premier temps raccroché au nez, croyant à une mauvaise plaisanterie. Poussé par un vieux gendarme grabataire ayant vraisemblablement eut maille à partir avec Dracula senior, les hommes de loi débarquent en force et Dracula de tomber immédiatement sous le charme d'une femme gendarme très autoritaire.
Finalement, Dracula et la femme gendarme se marient et tout finit pour le mieux, dans le meilleur des mondes possibles.

## Fiche technique
- Titre original : Les Charlots contre Dracula
- Réalisation : Jean-Pierre Desagnat, assisté d'Alain Maline
- Scénario : Jean-Pierre Desagnat, Les Charlots
- Dialogues : Fernand Pluot, Olivier Mergault, Jean-Pierre Desagnat
- Idée originale : Stéphan Holmes
- Production : Jacques Dorfmann, Véra Belmont
- Décors : Eric Simon
- Photographie : Ramón F. Suárez
- Son : Pierre Befve
- Montage : Michel Lewin, assisté de Martine Boullier
- Musique : Les Charlots
- Coordinateur des combats et des cascades : Claude Carliez et son équipe
- Sociétés de production : Belstar Productions, Stephan Films, Choucroute International Production, Les Films de la Tour, Planfilm, Labrador films
- Date de sortie : France 17 décembre 1980
- Affiche : Clément Hurel (France)

## Distribution
- Les Charlots :
  - Gérard Filippelli : Phil
  - Gérard Rinaldi : Gérard
  - Jean Sarrus : Jean
- Andréas Voutsinás : le comte Dracula
- Gérard Jugnot : le détective Gaston Lepope
- Amélie Prévost : Ariane
- Vincent Martin : Igor
- Dora Doll : le commissaire Gluck

- Eugène Berthier : l'homme qui se rase
- Michel Duplaix : le commissaire
- Jean-Pierre Elga : Elic
- Marc Henry : le voyageur clandestin
- Tomas Hnevsa : le costaud
- François Maisongrosse : le chauffeur de taxi
- Alain Mercier : le sosie de Lepope
- Claude Merlin : ?
- Romain Trembleau / Romain Soler : Dracula enfant
- Marie Verdi : Bertha

Non crédités
- Jacqueline Alexandre : la femme étranglée
- ? Antoine Baud : un homme avec une voiture à la gare ?
- Gérard Hoffman : le client qui a commandé une sole meunière
- Guy Laporte : le 2e contrôleur dans le train
- René Morard : un commerçant dans un marché aux puces
- Jacques Nolot : le détective
- Jacques Ramade : l'acheteur de la machine a sous aux puces
- Roger Trapp : l'acheteur du buffet aux puces
- Pierre Triboulet : le pendu

## Autour du film
- Dans le film, Jean Sarrus porte un blouson bleu à manches blanches. Pourtant, au moment où les Charlots sautent du train et plongent tout le long du viaduc, le blouson de Sarrus apparaît curieusement de couleur rouge. Le pont qui apparaît alors dans le film est le viaduc des Fades, dans le Puy-de-Dôme, sur la Sioule. Mais les précisions touristiques que donne Gérard Rinaldi pendant la descente sont celles du Viaduc de Garabit, dans le Cantal, sur la Truyère (à une coquille près pour la longueur, 654 m contre 564 m réels).
- Lorsque Jean se coiffe avec un pétard dans les cheveux, il se met à siffler un air. Cet air est une autre composition des Charlots entendue dans Le Grand Bazar, Cet été c'était toi.
- Lorsque les Charlots s'échappent de la chambre et se retrouvent à l'étage du dessous qui donne sur la crypte, ils découvrent plusieurs cercueils dont celui de Dracula même. Deux de ces cercueils sont aux noms de Christopher Lee (1922 - 2015) et Béla Lugosi (1882 - 1956), deux des plus célèbres interprètes du Comte Dracula au cinéma.
- C'est le second film des Charlots dans lequel le « méchant » tombe brusquement sous le charme d'une femme autoritaire et courageuse (ici le comte Dracula avec l'officier Gluck), le premier étant Les Bidasses s'en vont en guerre, où le colonel s'éprenait de la fermière qu'il tentait d'expulser.
- Le réalisateur, Jean-Pierre Desagnat n'est autre que le père de Vincent Desagnat, l'un des complices de Michaël Youn dans l'émission Le Morning Live.
- Le film est finalement sorti en DVD en France le 2 octobre 2018, dans un coffret 4 films (avec Les Fous du stade, Les Charlots font l'Espagne et les Charlots en délire).